# Bracon tshutshur
Bracon tshutshur är en stekelart som beskrevs av Vladimir Ivanovich Tobias 2000. Bracon tshutshur ingår i släktet Bracon och familjen bracksteklar. Inga underarter finns listade.